# Manley Dixon
Manley Dixon (± 1760 - Exmouth, 8 februari 1837) was een admiraal van de Britse marine, de Royal Navy, uit de late 18de en de vroege 19de eeuw. Hij was vooral betrokken bij de Britse weerstand tegen de Franse mediterrane campagne van 1798.
Hij werd geboren in een echte militaire familie. Al gauw ging hij in het Britse leger. Hij diende als jonge officier in de Amerikaanse Onafhankelijkheidsoorlog, en verwierf het bevel over een eenheid in het laatste jaar van die oorlog. 
Zeven jaar later promoveerde hij tot kapitein. Op dat moment diende hij in Brits verzet tegen de Franse mediterrane campagne van 1798. Hij verwierf alzo het commando over de HMS Lion, een Brits linieschip met 64 kanonnen. De HMS Lion was een onderdeel van de Mediterranean Fleet. Als bevelhebber was Dixon de Britse aanvoerder tijden het Incident van 15 juli 1798, een zeeslag nabij Cartagena, waar hij vocht tegen vier Spaanse fregatten. Tijdens deze gevechten kon hij de Santa Dorothea veroveren op de Spanjaarden. In datzelfde jaar werd hij nog ingezet in het Beleg van Malta. Nadien verbleef hij twee jaar op dat eiland. Tijdens het Incident van 31 maart 1800 kon hij het Franse schip Guillaume Tell veroveren. Na de Vrede van Amiens bleef Dixon bevelvoerder, maar was niet meer betrokken bij belangrijke interventies. 
Hij werd geridderd in de Orde van het Bad en kreeg de rang van admiraal.